# Рапунцель: Счастлива навсегда
«Рапунцель: Счастлива навсегда» (вариант: «Рапунцель: Долго и счастливо»; англ. Tangled Ever After, 2013) — американский короткометражный фильм студии «Walt Disney», снятый режиссёрами Натаном Грено и Байроном Ховардом. Является продолжением полнометражного мультфильма 2011 года «Рапунцель: Запутанная история», и после окончания «Рапунцель: Дорога к мечте» (пилотный эпизод) и «Рапунцель: Новая история» (мультсериал).

## Сюжет
Рапунцель и Юджин готовились к свадьбе. Все обитатели королевского замка тоже ждали этого. И вот наступил этот счастливый день! На пороге церкви появилась Рапунцель в свадебном наряде. Король-отец повёл её под руку к жениху и епископу. Коню Максимусу доверили держать подушечку с кольцами, а хамелеону Паскалю — разбрасывать цветы. Епископ начал обряд, но тут один цветок попал коню в нос, и он чихнул! Кольца улетели и покатились по лестнице замка. Конь и хамелеон бросились вдогонку. Но только пробежав по всему королевству, разгромив всё, что попалось по пути, и угодив в дегтярню, они сумели поймать кольца и вернуться к нужному моменту. Рапунцель и Юджин обменялись кольцами, и епископ объявил их мужем и женой! Все были счастливы.
А когда все решили отведать свадебного торта, Максимус умудрился отправить торт в тот же путь, что и кольца...

## Роли озвучивали
- Мэнди Мур — Рапунцель
- Захари Леви — Флин Райдер, он же Юджин Фитцерберт
- Натан Грено — Максимус/гвардеец/братья Граббингстон
- Фрэнк Уэлкер — Паскаль
- Алан Дэйл — епископ
- Кэри Уолгрен — королева

## Релизы
Мультфильм впервые был показан 13 января 2012 года, перед премьерой 3D-версии диснеевского полнометражного мультфильма «Красавица и Чудовище». Позднее мультфильм был показан на «Disney Channel» 23 марта 2012 года.
Также было анонсировано, что короткометражный мультфильм станет одним из дополнительных материалов нового релиза Бриллиантовой (в России — «платиновой») коллекции диснеевского мультфильма «Золушка».